# کربامیک اسید
کربامیک اسید (به انگلیسی: Carbamic acid) با فرمول شیمیایی CH۳NO۲ یک ترکیب شیمیایی با شناسه پاب‌کم ۲۷۷ است. که جرم مولی آن ۶۱٫۰۴۰ g/mol می‌باشد. 

## نگارخانه

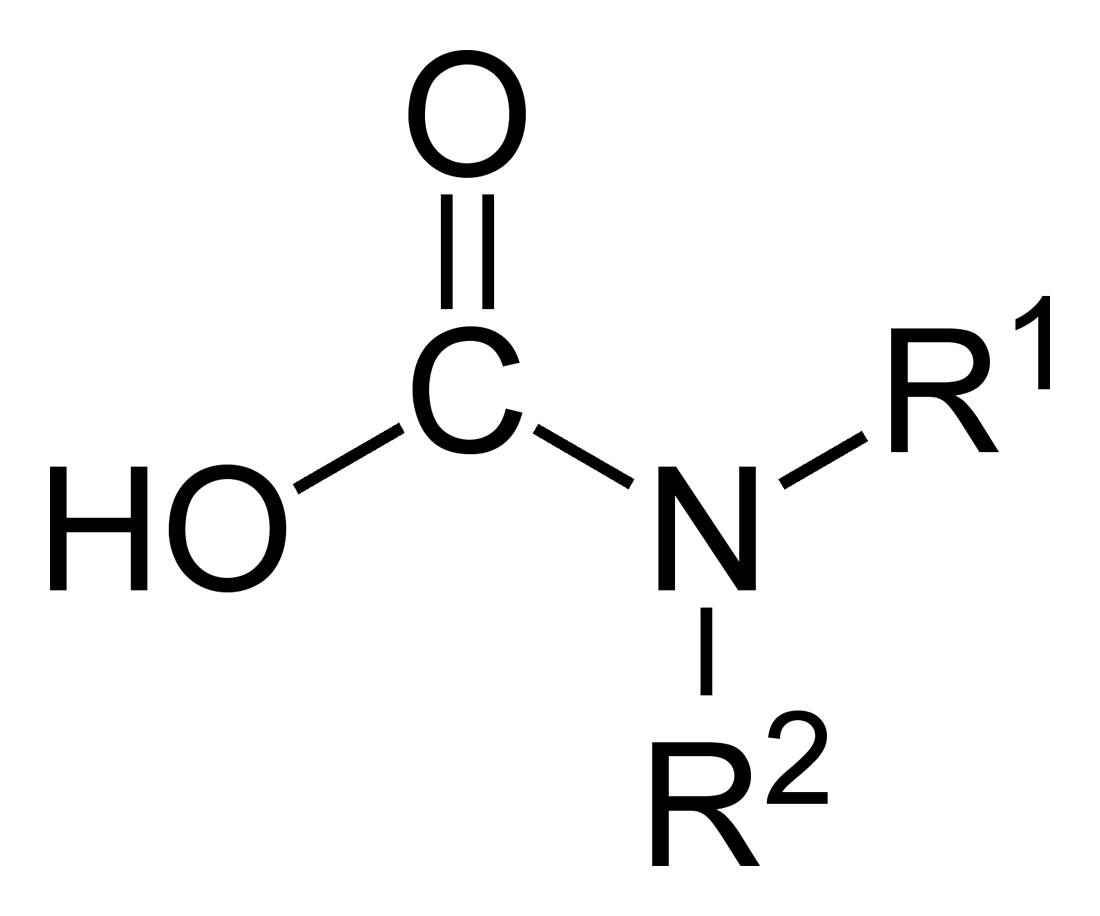
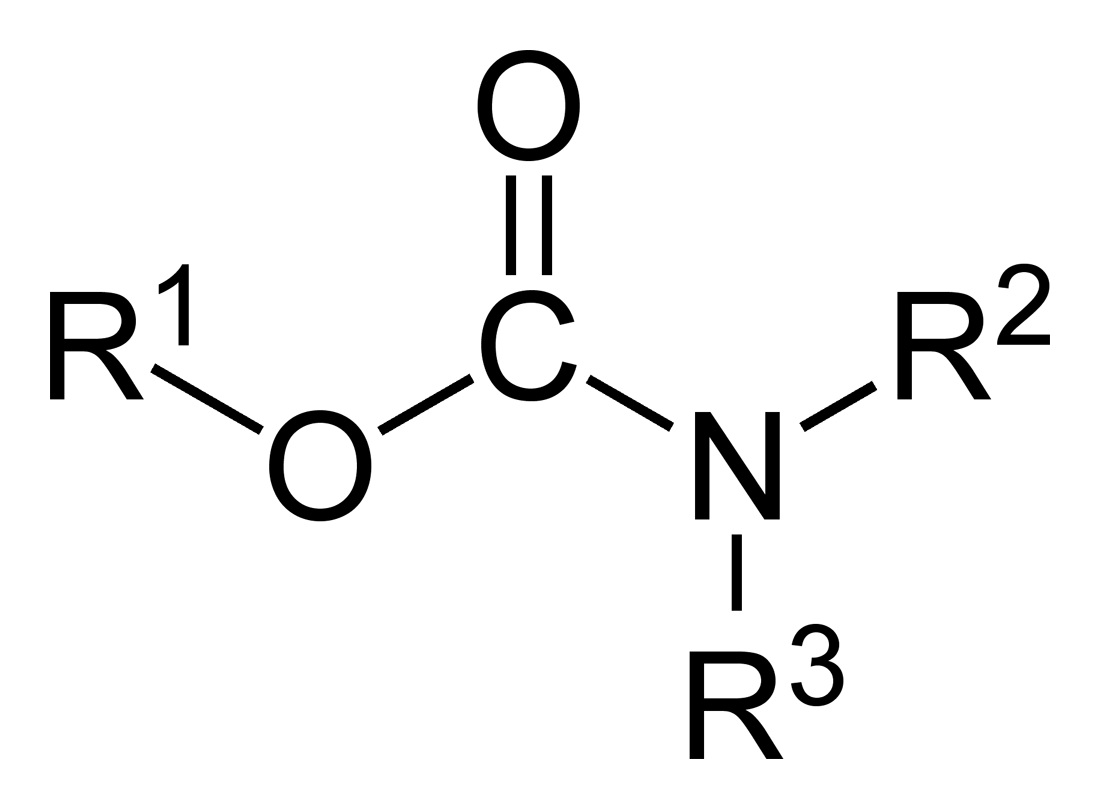